# Bichlberg
Bichlberg är ett berg i Österrike. Det ligger i distriktet Melk och förbundslandet Niederösterreich, i den nordöstra delen av landet, 80 km väster om huvudstaden Wien. Toppen på Bichlberg är 859 meter över havet.
Närmaste större samhälle är Kirchberg an der Pielach, 5,3 km öster om Bichlberg. 